# 福永兵蔵
福永 兵蔵（ふくなが ひょうぞう、1904年10月〈明治37年〉 - 2005年〈平成17年〉）は、日本の実業家。株式会社フクナガ創業者。リプトンの喫茶店を経営し、日本に紅茶を広めた人物とされ、「京都の紅茶王」として知られる。

## 来歴
滋賀県近江八幡市出身。地元の小学校から商業実習学校に入学。卒業後は五条の瀬戸物屋「萬珠堂」の貿易部で働き始める。
取引先であったイギリスのウォーカー商会からリプトン紅茶の喫茶店経営を薦められ、1930年に「リプトン本社直轄喫茶部 極東支店」（現：サー・トーマス・リプトン ティハウス）をオープン。日本で初めてのロイヤルミルクティーの提供や、ラジオ出演などで京都にリプトンの名を広める。
1949年、「株式会社リプトン」として法人設立。1967年に社名を「株式会社フクナガ」に変更し、とんかつ店の「かつくら」などの事業を展開。一代で30億円もの財産を築いたとされる。